# Augusto Marinoni
Augusto Marinoni (Legnano, 15 giugno 1911 – Legnano, 31 dicembre 1997) è stato un lessicografo, filologo e storico italiano.
È considerato uno dei maggiori studiosi di Leonardo da Vinci.

## Biografia

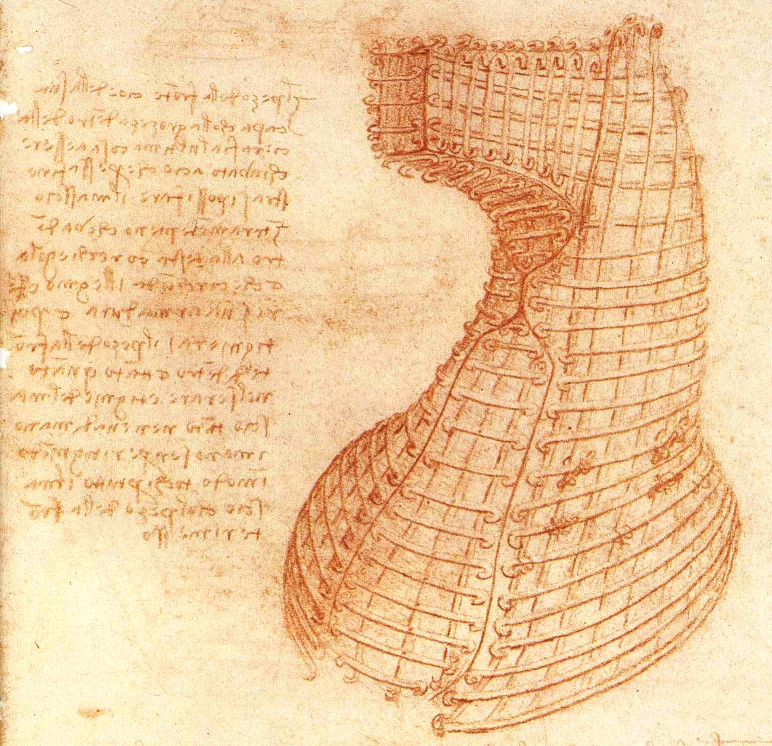
Disegno di Leonardo da Vinci dal codice di Madrid

Dopo aver concluso gli studi classici, si iscrisse all'Università Cattolica del Sacro Cuore dove ottenne nel 1933 la laurea in Lettere e Filosofia. Grazie allo studio in lessicografia, iniziato durante la preparazione della tesi e proseguito anche successivamente, Marinoni riuscì a individuare la genesi, che affonda le radici nel Medioevo, del dizionario.
Nel 1936 ottenne una cattedra di italiano e latino presso il Liceo Vittorio Veneto di Milano. In questi anni iniziò lo studio su Leonardo da Vinci, grazie alla sua conoscenza in campo lessicografico. Il suo lavoro infatti si concentrò inizialmente sugli ottomila vocaboli contenuti nel Codice Trivulziano, ed il risultato dei suoi studi venne pubblicato da Giovanni Treccani mentre Marinoni era prigioniero di guerra (1943-1946) nel Campo di concentramento di Hereford, nel nord del Texas, in seguito alla sua partecipazione al secondo conflitto mondiale sul fronte dell'Africa settentrionale. Riprese i suoi studi su Leonardo nel 1952, in occasione del cinquecentenario della nascita del genio vinciano. Grazie alla qualità del suo lavoro ricevette il plauso degli aderenti ad un congresso di studiosi di Leonardo che si svolse a Parigi nello stesso anno.
Nel 1958 venne nominato preside del liceo scientifico di Legnano. Due anni dopo, grazie all'iniziativa di Marinoni, a Legnano venne aperto, in seno al liceo scientifico, anche il liceo classico con ginnasio. Sempre nel 1958 iniziò a collaborare con l'Università Cattolica di Milano, dove insegnò Filologia romanza fino al 1981.

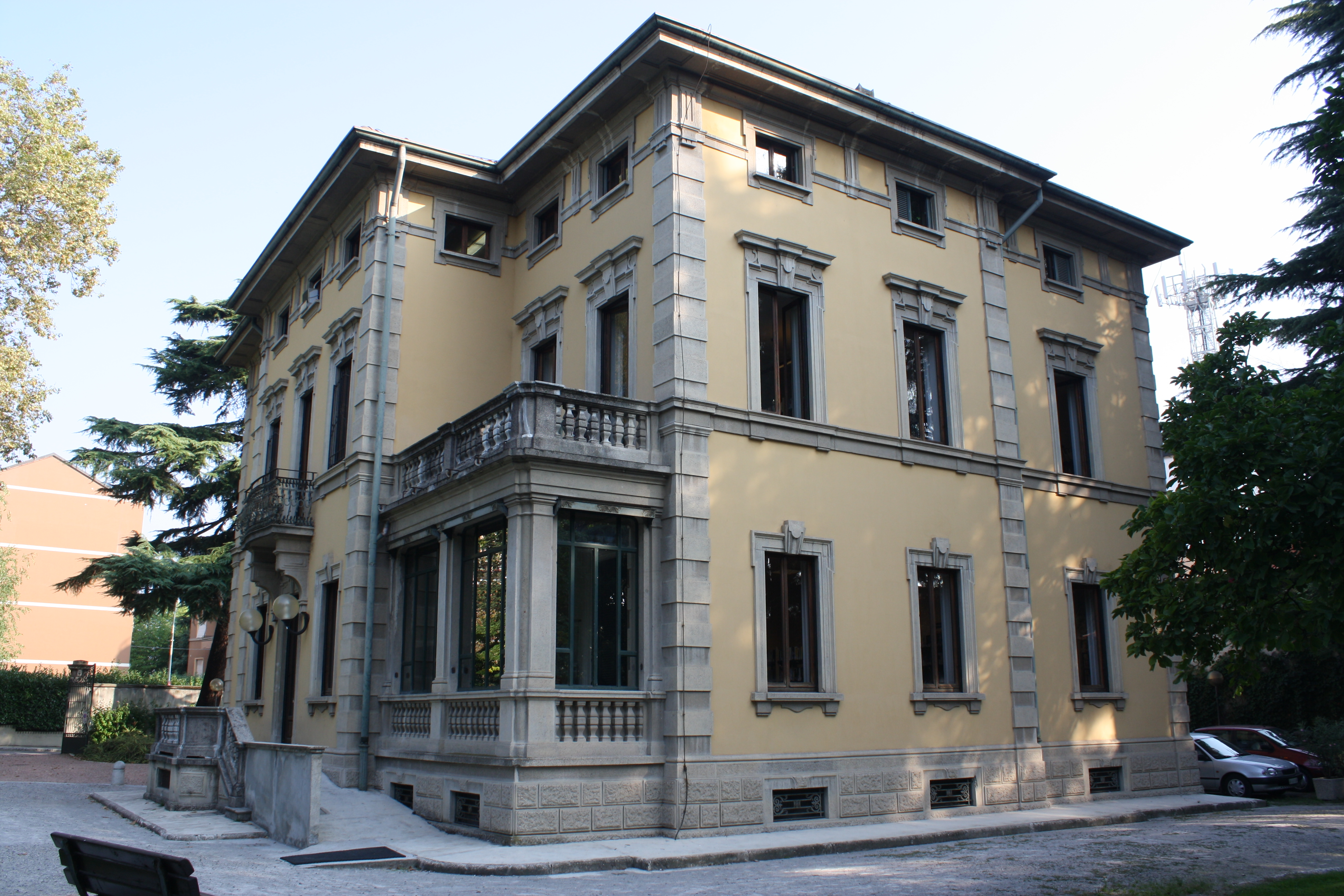
Villa Bernocchi, che ospita la biblioteca comunale di Legnano, che è intitolata ad Augusto Marinoni

Nel 1968 venne nominato da Giuseppe Saragat, Presidente della Repubblica, componente della Commissione Ministeriale per l'edizione dei Manoscritti di Leonardo da Vinci. In questa commissione Marinoni si occupò dello studio, della traduzione e della descrizione dei codici vinciani conservati in Italia, vale a dire il Codice Trivulziano, il Codice Atlantico ed il Codice sul volo degli uccelli. Grazie a questo immenso lavoro, Marinoni pubblicò dagli anni settanta tutti i 14 volumi dei codici in questione.
Nel 1972 iniziò la cooperazione con Ladislao Reti sulla traslitterazione dei Codici di Madrid, scoperti nella capitale spagnola. Nel 1974 si occupò della divulgazione di questi codici, che vennero pubblicati in sette lingue dalla MacGraw Hill.
Grazie alla qualità del suo lavoro, Marinoni è considerato il maggiore conoscitore della filologia di Leonardo da Vinci ed il più grande esperto del pensiero filosofico e scientifico vinciano. Marinoni continuò gli studi su Leonardo da Vinci e proseguì la sua attività divulgativa, tenendo anche seminari in varie città europee e mondiali. Molte aziende, come la Philips e l'IBM, contribuirono a pubblicare i suoi lavori e molte istituzioni culturali di caratura mondiale lo invitarono a tenere seminari ed incontri. Si deve a Marinoni la realizzazione del primo CD-ROM con contenuto multimediale su Leonardo da Vinci. Studiò e nel 1977 divulgò i contenuti dei Codici Forster, conservati al Victoria and Albert Museum di Londra, e del Codice Ashburnham, custodito all'Institut de France di Parigi. Nel 1982 venne nominato presidente dell'Ente Raccolta Vinciana di Milano, che raduna ancora oggi i più grandi studiosi italiani e stranieri di Leonardo da Vinci. Tra i premi da lui ricevuti, va ricordato l'Hammer "for excellence", ottenuto dall'Università di Los Angeles nel 1987.
Augusto Marinoni studiò approfonditamente anche la storia della sua città, Legnano, ed il suo dialetto. Ad Augusto Marinoni è intitolata la biblioteca comunale di Legnano, che è ospitata all'interno di Villa Bernocchi.